# Надовражинский сельсовет
Надовражинский сельсовет — упразднённая административно-территориальная единица, существовавшая на территории Московской губернии и Московской области до 1939 года.
Надовражинский сельсовет был образован в первые годы советской власти. В 1919 году Надовражинский с/с входил в Еремеевскую волость Звенигородского уезда Московской губернии.
14 января 1921 года Еремеевская волость была передана в Воскресенский уезд.
В 1924 году Надовражинский с/с был упразднён, а его территория включена в Селивановский с/с.
В 1927 году Надовражинский с/с был восстановлен.
В 1929 году Надовражинский с/с был отнесён к Воскресенскому району Московского округа Московской области.
30 октября 1930 года Воскресенский район был переименован в Истринский район.
17 июля 1939 года Надовражинский сельсовет был упразднён, а его территория (селения Дедово, Надовражино, Петровское и Турово) передана в Козино-Нефедьевский с/с.